# Campeonato Mundial de Voleibol Masculino de 1998
El XIV Campeonato Mundial de Voleibol Masculino se celebró en Japón entre el 13 y el 29 de noviembre de 1998 bajo la organización de la Federación Internacional de Voleibol (FIVB) y la Federación Japonesa de Voleibol.

## Sedes
| Grupo | Ciudad    | Instalación                |
| ----- | --------- | -------------------------- |
| A     | Fukuoka   | Marine Messe Fukuoka       |
| B     | Kobe      | Arena Kobe Green           |
| C     | Sendai    | Gimnasio de Sendai         |
| D     | Sapporo   | Estadio Makomanai          |
| E     | Kawasaki  | Arena Todoroki             |
| F     | Uozu      | Pabellón deportivo de Ouzo |
| G     | Osaka     | Pabellón Namihaya          |
| H     | Hamamatsu | Arena Hamamatsu            |
| Final | Tokio     | Gimnasio Nacional Yoyogi   |

## Grupos
| Grupo A       | Grupo B        | Grupo C         | Grupo D   | Grupo E  | Grupo F    |
| ------------- | -------------- | --------------- | --------- | -------- | ---------- |
| Japón         | Estados Unidos | China           | Argentina | Bulgaria | Rusia      |
| Egipto        | Tailandia      | República Checa | Irán      | Argelia  | Turquía    |
| España        | Italia         | Países Bajos    | Cuba      | Brasil   | Yugoslavia |
| Corea del Sur | Canadá         | Ucrania         | Polonia   | Grecia   | Australia  |

## Primera fase

### Grupo A
| Equipo        | J | G | P | SG | SP | DS | PTS |
| ------------- | - | - | - | -- | -- | -- | --- |
| España        | 3 | 3 | 0 | 9  | 4  | +5 | 6   |
| Japón         | 3 | 2 | 1 | 6  | 3  | +3 | 5   |
| Corea del Sur | 3 | 1 | 2 | 5  | 6  | -1 | 4   |
| Egipto        | 3 | 0 | 3 | 2  | 9  | -7 | 3   |

- Resultados

| Fecha | Hora² | Partido¹      | Partido¹ | Partido¹ | Resultado |
| ----- | ----- | ------------- | -------- | -------- | --------- |
| 13.11 | 15:30 | Corea del Sur | -        | Egipto   | 3-0       |
| 13.11 | 18:30 | España        | -        | Japón    | 3-0       |
| 14.11 | 15:30 | Egipto        | -        | Japón    | 0-3       |
| 14.11 | 18:30 | Corea del Sur | -        | España   | 2-3       |
| 15.11 | 12:00 | España        | -        | Egipto   | 3-2       |
| 15.11 | 15:00 | Corea del Sur | -        | Japón    | 0-3       |

- (¹) –  Todos en Fukuoka
- (²) –  Hora local de Japón (UTC+9)

### Grupo B
| Equipo         | J | G | P | SG | SP | DS | PTS |
| -------------- | - | - | - | -- | -- | -- | --- |
| Italia         | 3 | 3 | 0 | 9  | 1  | +8 | 6   |
| Estados Unidos | 3 | 2 | 1 | 7  | 4  | +3 | 5   |
| Canadá         | 3 | 1 | 2 | 4  | 6  | -2 | 4   |
| Tailandia      | 3 | 0 | 3 | 0  | 9  | -9 | 3   |

- Resultados

| Fecha | Hora² | Partido¹       | Partido¹ | Partido¹       | Resultado |
| ----- | ----- | -------------- | -------- | -------------- | --------- |
| 13.11 | 14:15 | Estados Unidos | -        | Tailandia      | 3-0       |
| 13.11 | 17:15 | Canadá         | -        | Italia         | 0-3       |
| 14.11 | 14:15 | Tailandia      | -        | Italia         | 0-3       |
| 14.11 | 16:00 | Canadá         | -        | Estados Unidos | 1-3       |
| 15.11 | 14:15 | Canadá         | -        | Tailandia      | 3-0       |
| 15.11 | 16:00 | Estados Unidos | -        | Italia         | 1-3       |

- (¹) –  Todos en Kobe
- (²) –  Hora local de Japón (UTC+9)

### Grupo C
| Equipo          | J | G | P | SG | SP | DS | PTS |
| --------------- | - | - | - | -- | -- | -- | --- |
| Países Bajos    | 3 | 3 | 0 | 9  | 2  | +7 | 6   |
| China           | 3 | 2 | 1 | 7  | 4  | +3 | 5   |
| Ucrania         | 3 | 1 | 2 | 4  | 6  | -2 | 4   |
| República Checa | 3 | 0 | 3 | 1  | 9  | -8 | 3   |

- Resultados

| Fecha | Hora² | Partido¹        | Partido¹ | Partido¹        | Resultado |
| ----- | ----- | --------------- | -------- | --------------- | --------- |
| 13.11 | 14:00 | China           | -        | Ucrania         | 3-1       |
| 13.11 | 18:00 | República Checa | -        | Países Bajos    | 1-3       |
| 14.11 | 14:00 | Ucrania         | -        | Países Bajos    | 0-3       |
| 14.11 | 17:00 | China           | -        | República Checa | 3-0       |
| 15.11 | 11:00 | República Checa | -        | Ucrania         | 0-3       |
| 15.11 | 14:00 | Países Bajos    | -        | China           | 3-1       |

- (¹) –  Todos en Sendai
- (²) –  Hora local de Japón (UTC+9)

### Grupo D
| Equipo    | J | G | P | SG | SP | DS | PTS |
| --------- | - | - | - | -- | -- | -- | --- |
| Cuba      | 3 | 3 | 0 | 9  | 0  | +9 | 6   |
| Argentina | 3 | 2 | 1 | 6  | 4  | +2 | 5   |
| Polonia   | 3 | 1 | 2 | 4  | 6  | -2 | 4   |
| Irán      | 3 | 0 | 3 | 0  | 9  | -9 | 3   |

- Resultados

| Fecha | Hora² | Partido¹  | Partido¹ | Partido¹  | Resultado |
| ----- | ----- | --------- | -------- | --------- | --------- |
| 13.11 | 15:00 | Argentina | -        | Irán      | 3-0       |
| 13.11 | 18:00 | Polonia   | -        | Cuba      | 0-3       |
| 14.11 | 13:00 | Irán      | -        | Cuba      | 0-3       |
| 14.11 | 16:00 | Argentina | -        | Polonia   | 3-1       |
| 15.11 | 12:00 | Polonia   | -        | Irán      | 3-0       |
| 15.11 | 15:00 | Cuba      | -        | Argentina | 3-0       |

- (¹) –  Todos en Sapporo
- (²) –  Hora local de Japón (UTC+9)

### Grupo E
| Equipo   | J | G | P | SG | SP | DS | PTS |
| -------- | - | - | - | -- | -- | -- | --- |
| Brasil   | 3 | 3 | 0 | 9  | 0  | +9 | 6   |
| Bulgaria | 3 | 2 | 1 | 6  | 5  | +1 | 5   |
| Grecia   | 3 | 1 | 2 | 5  | 7  | -2 | 4   |
| Argelia  | 3 | 0 | 3 | 1  | 9  | -8 | 3   |

- Resultados

| Fecha | Hora² | Partido¹ | Partido¹ | Partido¹ | Resultado |
| ----- | ----- | -------- | -------- | -------- | --------- |
| 13.11 | 15:30 | Bulgaria | -        | Argelia  | 3-0       |
| 13.11 | 18:30 | Grecia   | -        | Brasil   | 0-3       |
| 14.11 | 15:30 | Argelia  | -        | Brasil   | 0-3       |
| 14.11 | 18:30 | Bulgaria | -        | Grecia   | 3-2       |
| 15.11 | 15:30 | Grecia   | -        | Argelia  | 3-1       |
| 15.11 | 18:30 | Brasil   | -        | Bulgaria | 3-0       |

- (¹) –  Todos en Kawasaki
- (²) –  Hora local de Japón (UTC+9)

### Grupo F
| Equipo     | J | G | P | SG | SP | DS | PTS |
| ---------- | - | - | - | -- | -- | -- | --- |
| Yugoslavia | 3 | 3 | 0 | 9  | 2  | +7 | 6   |
| Rusia      | 3 | 2 | 1 | 8  | 3  | +5 | 5   |
| Australia  | 3 | 1 | 2 | 3  | 8  | -5 | 4   |
| Turquía    | 3 | 0 | 3 | 2  | 9  | -7 | 3   |

- Resultados

| Fecha | Hora² | Partido¹   | Partido¹ | Partido¹   | Resultado |
| ----- | ----- | ---------- | -------- | ---------- | --------- |
| 13.11 | 14:00 | Yugoslavia | -        | Australia  | 3-0       |
| 13.11 | 16:30 | Turquía    | -        | Rusia      | 0-3       |
| 14.11 | 13:00 | Australia  | -        | Rusia      | 0-3       |
| 14.11 | 15:30 | Yugoslavia | -        | Turquía    | 3-0       |
| 15.11 | 13:00 | Turquía    | -        | Australia  | 2-3       |
| 15.11 | 15:30 | Rusia      | -        | Yugoslavia | 2-3       |

- (¹) –  Todos en Uozu
- (²) –  Hora local de Japón (UTC+9)

## Segunda fase

### Grupo G
| Equipo        | J | G | P | SG | SP | DS  | PTS |
| ------------- | - | - | - | -- | -- | --- | --- |
| Brasil        | 7 | 7 | 0 | 21 | 3  | +18 | 14  |
| Cuba          | 7 | 6 | 1 | 18 | 8  | +10 | 13  |
| España        | 7 | 4 | 3 | 17 | 12 | +5  | 11  |
| Bulgaria      | 7 | 4 | 3 | 14 | 14 | 0   | 11  |
| Canadá        | 7 | 3 | 4 | 11 | 16 | -5  | 10  |
| Argentina     | 7 | 2 | 5 | 11 | 16 | -5  | 9   |
| Corea del Sur | 7 | 2 | 5 | 7  | 18 | -11 | 9   |
| Japón         | 7 | 1 | 5 | 9  | 21 | -12 | 7   |

- Resultados

| Fecha | Hora² | Partido¹  | Partido¹ | Partido¹      | Resultado |
| ----- | ----- | --------- | -------- | ------------- | --------- |
| 18.11 | 10:00 | España    | -        | Corea del Sur | 3-0       |
| 18.11 | 12:30 | Canadá    | -        | Brasil        | 0-3       |
| 18.11 | 15:30 | Bulgaria  | -        | Cuba          | 1-3       |
| 18.11 | 18:30 | Japón     | -        | Argentina     | 1-3       |
| 19.11 | 10:00 | Cuba      | -        | Canadá        | 3-1       |
| 19.11 | 12:30 | Argentina | -        | Bulgaria      | 2-3       |
| 19.11 | 15:30 | Brasil    | -        | Corea del Sur | 3-0       |
| 19.11 | 18:30 | España    | -        | Japón         | 3-2       |
| 21.11 | 10:00 | España    | -        | Bulgaria      | 3-0       |
| 21.11 | 12:30 | Argentina | -        | Canadá        | 1-3       |
| 21.11 | 15:00 | Cuba      | -        | Corea del Sur | 3-0       |
| 21.11 | 18:00 | Brasil    | -        | Japón         | 3-0       |
| 22.11 | 10:00 | Argentina | -        | Corea del Sur | 3-0       |
| 22.11 | 12:30 | España    | -        | Canadá        | 2-3       |
| 22.11 | 15:30 | Brasil    | -        | Bulgaria      | 3-1       |
| 22.11 | 18:30 | Cuba      | -        | Japón         | 3-1       |
| 24.11 | 10:00 | Bulgaria  | -        | Canadá        | 3-0       |
| 24.11 | 12:30 | Cuba      | -        | Brasil        | 0-3       |
| 24.11 | 15:30 | España    | -        | Argentina     | 3-1       |
| 24.11 | 18:30 | Japón     | -        | Corea del Sur | 2-3       |
| 25.11 | 10:00 | Brasil    | -        | Argentina     | 3-1       |
| 25.11 | 12:30 | Bulgaria  | -        | Corea del Sur | 3-1       |
| 25.11 | 15:30 | España    | -        | Cuba          | 2-3       |
| 25.11 | 18:30 | Japón     | -        | Canadá        | 1-3       |
| 26.11 | 10:00 | España    | -        | Brasil        | 1-3       |
| 26.11 | 12:30 | Canadá    | -        | Corea del Sur | 1-3       |
| 26.11 | 15:30 | Cuba      | -        | Argentina     | 3-0       |
| 26.11 | 18:30 | Japón     | -        | Bulgaria      | 2-3       |

- (¹) –  Todos en Osaka
- (²) –  Hora local de Japón (UTC+9)

### Grupo H
| Equipo         | J | G | P | SG | SP | DS  | PTS |
| -------------- | - | - | - | -- | -- | --- | --- |
| Yugoslavia     | 7 | 6 | 1 | 19 | 4  | +15 | 13  |
| Italia         | 7 | 6 | 1 | 18 | 4  | +14 | 13  |
| Rusia          | 7 | 6 | 1 | 19 | 8  | +11 | 13  |
| Países Bajos   | 7 | 4 | 3 | 2  | 10 | +2  | 11  |
| Estados Unidos | 7 | 2 | 5 | 10 | 15 | -5  | 9   |
| Ucrania        | 7 | 2 | 5 | 8  | 18 | -10 | 9   |
| Grecia         | 7 | 1 | 6 | 6  | 19 | -13 | 8   |
| China          | 7 | 1 | 6 | 5  | 19 | -14 | 8   |

- Resultados

| Fecha | Hora² | Partido¹       | Partido¹ | Partido¹       | Resultado |
| ----- | ----- | -------------- | -------- | -------------- | --------- |
| 18.11 | 10:00 | Estados Unidos | -        | Rusia          | 2-3       |
| 18.11 | 12:30 | Grecia         | -        | Países Bajos   | 0-3       |
| 18.11 | 15:30 | China          | -        | Yugoslavia     | 0-3       |
| 18.11 | 18:30 | Ucrania        | -        | Italia         | 0-3       |
| 19.11 | 10:00 | Yugoslavia     | -        | Grecia         | 3-1       |
| 19.11 | 12:30 | Rusia          | -        | China          | 3-1       |
| 19.11 | 15:30 | Países Bajos   | -        | Ucrania        | 3-1       |
| 19.11 | 18:30 | Italia         | -        | Estados Unidos | 3-0       |
| 21.11 | 10:00 | Grecia         | -        | Rusia          | 1-3       |
| 21.11 | 12:30 | Ucrania        | -        | Yugoslavia     | 0-3       |
| 21.11 | 15:30 | Estados Unidos | -        | Países Bajos   | 0-3       |
| 21.11 | 18:30 | China          | -        | Italia         | 0-3       |
| 22.11 | 10:00 | Yugoslavia     | -        | Estados Unidos | 3-0       |
| 22.11 | 12:30 | Rusia          | -        | Ucrania        | 3-0       |
| 22.11 | 15:30 | Italia         | -        | Grecia         | 3-0       |
| 22.11 | 18:30 | Países Bajos   | -        | China          | 3-0       |
| 24.11 | 10:00 | Yugoslavia     | -        | Países Bajos   | 3-0       |
| 24.11 | 12:30 | Grecia         | -        | China          | 3-1       |
| 24.11 | 15:30 | Ucrania        | -        | Estados Unidos | 3-2       |
| 24.11 | 18:30 | Italia         | -        | Rusia          | 3-1       |
| 25.11 | 10:00 | Estados Unidos | -        | Grecia         | 3-0       |
| 25.11 | 12:30 | China          | -        | Ucrania        | 3-1       |
| 25.11 | 15:30 | Italia         | -        | Yugoslavia     | 0-3       |
| 25.11 | 18:30 | Países Bajos   | -        | Rusia          | 0-3       |
| 26.11 | 10:00 | Estados Unidos | -        | China          | 3-0       |
| 26.11 | 12:30 | Ucrania        | -        | Grecia         | 3-1       |
| 26.11 | 15:30 | Rusia          | -        | Yugoslavia     | 3-1       |
| 26.11 | 18:30 | Italia         | -        | Países Bajos   | 3-0       |

- (¹) –  Todos en Hamamatsu
- (²) –  Hora local de Japón (UTC+9)

## Fase final
|  | Semifinales | Semifinales |   |        | Final         | Final |  |
|  |             |             |   |        |               |       |  |
|  |             |             |   |        |               |       |  |
|  |             |             |   |        |               |       |  |
|  | Italia      | 3           |   |        |               |       |  |
|  | Brasil      | 2           |   |        |               |       |  |
|  |             |             |   |        |               |       |  |
|  |             |             |   |        |               |       |  |
|  |             |             |   |        | Italia        | 3     |  |
|  |             | Yugoslavia  | 0 |        |               |       |  |
|  |             |             |   |        |               |       |  |
|  |             |             |   |        |               |       |  |
|  |             |             |   |        | Tercer Puesto |       |  |
|  |             |             |   |        |               |       |  |
|  | Yugoslavia  | 3           |   | Brasil | 1             |       |  |
|  | Cuba        | 1           |   |        | Cuba          | 3     |  |

### Semifinales
| Fecha | Hora² | Partido¹   | Partido¹ | Partido¹ | Resultado |
| ----- | ----- | ---------- | -------- | -------- | --------- |
| 28.11 | 18:00 | Italia     | -        | Brasil   | 3-2       |
| 28.11 | 20:30 | Yugoslavia | -        | Cuba     | 3-1       |

- (¹) –  En Tokio
- (²) –  Hora local de Japón (UTC+9)

### Tercer lugar
| Fecha | Hora² | Partido¹ | Partido¹ | Partido¹ | Resultado |
| ----- | ----- | -------- | -------- | -------- | --------- |
| 29.11 | 13:00 | Brasil   | -        | Cuba     | 1-3       |

### Final
| Fecha | Hora² | Partido¹ | Partido¹ | Partido¹   | Resultado |
| ----- | ----- | -------- | -------- | ---------- | --------- |
| 29.11 | 18:00 | Italia   | -        | Yugoslavia | 3-0       |

- (¹) –  En Tokio
- (²) –  Hora local de Japón (UTC+9)

## Medallero
|        |            |      |
| Italia | Yugoslavia | Cuba |

### Clasificación general
| 1. Italia           |
| 2. Yugoslavia       |
| 3. Cuba             |
| 4. Brasil           |
| 5. Rusia            |
| 6. Países Bajos     |
| 7. Bulgaria         |
| 8. España           |
| 9. Estados Unidos   |
| 10. Ucrania         |
| 11. Argentina       |
| 12. Canadá          |
| 13. Corea del Sur   |
| 14. Grecia          |
| 15. China           |
| 16. Japón           |
| 17. Polonia         |
| 18. Australia       |
| 19. Turquía         |
| 20. Egipto          |
| 21. República Checa |
| 22. Argelia         |
| 23. Irán            |
| 24. Tailandia       |

| Predecesor: Grecia 1994 | XIV Campeonato Mundial de Voleibol Masculino 1998 | Sucesor: Argentina 2002 |

- Datos: Q241046